# Scolionema
Genre
Synonymes
- Meliolinella Hansf.[1]
- Meliolinopsis F. Stevens[1]
- Myxotheciella Petr.[1]

Scolionema est un genre de limnoméduses (hydrozoaires) de la famille des Olindiidae.

## Liste d'espèces
Selon World Register of Marine Species (29 mars 2016), Scolionema comprend l'espèce suivante :
- Scolionema suvaense Agassiz & Mayer, 1899